# El puño de Dios
El puño de Dios (“The Fist of God”, título original en inglés) es una novela de Frederick Forsyth publicada en 1994. Mezcla hechos reales con ficción en una historia de la primera Guerra del Golfo en una carrera para descubrir un arma secreta de Saddam Hussein de nombre clave "Puño de Dios".
En la historia aparece el personaje de Mike Martin y su hermano Terry, los mismos que reaparecen en una novela posterior del mismo autor: El Afgano.

## Argumento
El Doctor Gerald Bull, un experto canadiense en balística e investigación espacial es asesinado en Europa por un grupo de sicarios iraquíes. El Doctor Gerald había diseñado un "súper cañón" con la creencia de que su uso sería para enviar satélites árabes al espacio, sin considerar que podría ser usada como arma ya que por su potencia sólo se podría disparar una vez antes de ser descubierta y destruida por sus enemigos.
A partir de este hecho se inician varias operaciones y misiones de los servicios secretos de Estados Unidos, Gran Bretaña e Israel para descubrir y destruir el arma.
Con la invasión de Irak a Kuwait se buscan agentes secretos que puedan entrar a Kuwait y entra en acción el Comandante Mike Martín, oficial Británico de las fuerzas especiales SAS, el cual vivió y se educó en Irak además de tener rasgos árabes, por lo que es un agente ideal para infiltrase como árabe en el invadido Kuwait. A la vez, su hermano Terry se une a un grupo de inteligencia para estudiar la posibilidad de la existencia de armas secretas de destrucción masiva en Irak.
Como la CIA no cuenta con informantes o espías en el gobierno de Irak, se le solicita al servicio secreto de Israel, El Mossad, que los apoye con el espionaje que ellos tienen. El Mossad cuenta con un informante en Irak, de nombre clave "Jericó", hasta el desenlace de la novela no se sabe realmente quién es este informante. El informante Jericó sirvió a Israel hasta antes del comienzo de la invasión de Kuwait y como Israel debe permanecer sin intervenir en la guerra, se arregla que Mike Martin sea el contacto de Jericó. Así Mike Martin es enviado encubierto como beduino al Kuwait ocupado para trabajar con Jericó y además realizar labores de resistencia contra el ejército de Irak. Dada la relevancia de la investigación, Mike Martin sale de Kuwait y es enviado a Irak para hacer el espionaje encubierto como jardinero en Bagdad.
Mientras tanto el Mossad no se queda con los brazos cruzados y aún a sabiendas de que no debe intervenir ya que esto provocaría que los países árabes apoyen a Irak, inicia la operación "Joshua" para descubrir al informante y sacar ventaja a favor de Israel.
En un bombardeo no planeado, un piloto norteamericano daña una estructura que estaba fuera de los objetivos y las fotos de la estructura dañada son enviadas a Terry Martin. En las fotos aparecen unos grandes discos de metal que resultan ser una solución barata y de fácil tecnología para enriquecer el uranio y convertirlo en material para bombas atómicas. Este proceso junto con las instalaciones de Irak para centrifugado y agua pesada hacen pensar a la inteligencia aliada  que Irak pueda tener lista una bomba atómica.
A través de Mike Martin, Jericó revela la ubicación donde se ensambló y se encuentra la bomba, ésta es bombardeada por los aliados, pero posteriormente revela que la bomba había sido llevada a otro lugar. Mike sigue trabajando encubierto en Bagdad, con el riesgo de que las agencias de inteligencia Iraquíes están tras cualquier espía y traidor. Por otro lado, la inteligencia aliada piensa que Jericó miente y que solo quiere ganar más dinero del que ya se le ha pagado por cada información revelada. Las dudas se originan porque una bomba tan grande no puede ser enviada en un misil Scud y la única forma de enviar la bomba sería por medio de un supercañon.

## Relación con la Guerra del Golfo
En la novela se tratan varios temas relacionados con la Guerra del Golfo: La inteligencia y contrainteligencia Iraquí en Kuwait y Bagdad, la inteligencia de Estados Unidos, Gran Bretaña e Israel. La operación de la fuerza aérea aliada en los bombardeos a Irak. El acceso y robo de información tecnológica para el desarrollo de armamento

## Referencia bibliográfica
- Forsyth, Frederick (2004). El Puño de Dios. DE BOLSILLO. Colección: BEST SELLER 221/5. ISBN 978-84-9793-185-4.

## Secuelas
- 2006 - El afgano

El autor no menciona esta novela como secuela pero utiliza a los mismos personajes: Mike y Terry, su pasado e historias de la novela anterior así como al servicio secreto británico descrito en esta novela. Sin embargo, aunque la acción se sitúa en 2005, 15 años después de El puño de Dios, los personajes sólo han envejecido cinco años.